# Джеймс Гепберн, 4-й граф Ботвелл
Джеймс Гепберн (англ. James Hepburn; близько 1535 — 14 квітня 1578) — 4-й граф Ботвелл (в іншому написанні Босуелл) в 1556 — 1567, герцог Оркнейський, шотландський дворянин, третій чоловік королеви Шотландії Марії Стюарт, шлюб з яким привів до повалення королеви у 1567 році.

## Молоді роки
Джеймс Гепберн був сином Патріка Гепберна, 3-го графа Ботвелла, сподвижника і ймовірного коханця королеви Марії де Гіз. Продовжуючи політику свого батька, який помер в 1556-му, Джеймс зберігав вірність Марії де Гіз і підтримував профранцузьку політику регентки в період протестантської революції 1559–1560 років. Після повернення до Шотландії молодої королеви Марії Стюарт у 1561 граф Ботвелл, однак, вступив у змову з Арраном проти королеви та її радників, але був схоплений і висланий із країни.
Повстання Морея 1565 року і спроби королеви Марії розширити соціальну опору свого правління призвели до її примирення з Ботвеллом. У жовтні 1565 року Джеймс Гепберн повернувся до Шотландії і увійшов у коло наближених до Марії Стюарт дворян. Ботвелла було призначено шерифом Единбурга і Гаддінгтона, йому були передані найважливіші шотландські прикордонні фортеці і ввірена організація системи оборони проти  Англії. Під час змови радикальних протестантів, що призвела до вбивства Річчо в 1566 році, Ботвелл зібрав велику армію для захисту королеви.

## Ботвелл і Марія Стюарт
У той же час Марія Стюарт почала відчувати до графа почуття, далекі від невинності. Мужній, енергійний, рішучий тридцятирічний Ботвелл різко контрастував зі слабовольним чоловіком королеви лордом Дарнлі. Ймовірно вже восени 1566 пристрасть Марії Стюарт до Ботвела стала очевидним фактом. Історик і гуманіст Джордж Б'юкенен, сучасник Марії і Ботвела, описує епізод, коли пізньої осені 1566 року, під час бурі, королева довідалася про поранення свого коханця, кинула засідання королівського суду і помчала практично в самоті в його замок на англійському кордоні.
Лорд Дарнлі, що став перешкодою на шляху графа Ботвелла до руки Марії Стюарт, був убитий 10 лютого 1567 при підозрілих обставинах. Народна поголоска приписала цю смерть змові королеви та її коханця. Державна рада намагалася притягнути Ботвелла до відповідальності, звинувативши у вбивстві Дарнлі, проте графу шляхом силового тиску вдалося домогтися зняття звинувачень. Наприкінці березня 1567 Ботвелл розлучився з дружиною, а вже 15 травня 1567 відбулося одруження королеви Марії Стюарт і графа Ботвелла, який одержав на той час титул герцога Оркнейського.
Вбивство Дарнлі і скандальний шлюб королеви з імовірним убивцею викликали обурення в країні. Проти Марії Стюарт виступили практично всі барони Шотландії. Громадська думка в країні і за її межами також була налаштована проти королеви. 15 червня 1567 року королівські війська у Карберрі зіткнулися з армією, зібраною повсталими баронами. Після кількох днів переговорів солдати королеви дезертирували. Переконавшись, що Ботвелл безпечно залишив поле бою, Марія Стюарт здалася на милість баронів і 24 липня 1567 підписала зречення від престолу.

## Смерть Ботвелла
Джеймс Гепберн втік у свої володіння на Оркнейських островах. Парламент, зібраний після зречення Марії, звинуватив Ботвелла у вбивстві та зраді, і конфіскував його землі. Проти нього були направлені урядові війська, які змусили Ботвелла відступити спочатку на Шетландські острови, а потім втікати до Норвегії. У Норвегії Ботвелл потрапив до рук родичів однієї збезчещеної ним у молодості дівчини і був ув'язнений королем Данії та Норвегії. Джеймс Гепберн залишався в ув'язненні до самої своєї смерті у 1578 році.